# Heiligenblut (Gemeinde Raxendorf)
Heiligenblut ist ein Kirchort in der Gemeinde Raxendorf im Bezirk Melk in Niederösterreich. Seit 1. Jänner 2025 ist Heiligenblut eine eigenständige Ortschaft mit 54 Einwohnern (Stand 1. Jänner 2025).

## Geografie
Heiligenblut liegt im Wehrbachtal südwestlich des Jauerlings auf einer Seehöhe von ca. 418 Meter.

## Geschichte
Laut Adressbuch von Österreich waren im Jahr 1938 in Heiligenblut eine Bäckin, ein Fleischer, zwei Gastwirte, zwei Gemischtwarenhändler, ein Müller und zwei Schneiderinnen ansässig.
Bis Ende 2024 war der Ort Heiligenblut Teil der Ortschaft Mannersdorf, ab 2025 ist er nun als eigenständige Ortschaft in der Gemeinde ausgewiesen.

## Sehenswürdigkeiten
Der Ort ist für seine kleine spätgotische, dem hl. Andreas geweihte Pfarrkirche bekannt, welche laut Gründungslegende aufgrund eines Hostienwunders erbaut wurde. Die Hallenkirche aus dem 15. Jahrhundert weist drei schlanke Schiffe auf, wobei das mittlere mit längsgezogenen Netzrippen verziert ist, während die Seitenschiffe Kreuzrippengewölbe besitzen. Im spätgotischen Chor befindet sich das berühmte steinerne und mit filigranem Maßwerk versehene acht Meter hohe Sakramentshäuschen (spätes 15. Jahrhundert). Im Inneren desselben befinden sich Heiligenfiguren und oben ein Schmerzensmann, weiters ist das Werk mit drei bemerkenswerten spätgotischen Eisentürchen ausgestattet. Das Bild des Hochaltars stellt die Kreuzigung Christi mit Heiligenblut-Engel dar. Weiters bemerkenswert sind die herrlichen spätgotischen Glasfenster an der Südseite, auf denen verschiedenen Heiligenszenen sowie Wappenmedaillons dargestellt sind.
Südlich der Pfarrkirche befindet sich die urkundlich 1411 genannte Ursprungskapelle. Dieser kleine Rechteckbau mit halbrunder Apsis im Süden hat ein abgerundetes Dach mit Dachreiter gegen Süden sowie rundbogige Tür- und Fensteröffnungen. Im flach gedeckten Innenraum ist ein von Volutenpilastern eingefasster Glasschrein aus der Mitte des 18. Jahrhunderts zu sehen.

## Öffentliche Einrichtungen
In Heiligenblut gibt es einen Kindergarten.